# Pawel Makarow
Pawel Kapitonowitsch Makarow (auch Paul Makar oder Pavel Makar; russisch Павел Макаров; * 26. Januar 1919; † 1963 in Frankreich) war ein Fußballspieler aus der Sowjetunion mit ukrainischer Herkunft.

## Karriere
Pawel Makarow spielte in Rostow am Don in der damaligen Sowjetunion Fußball für den städtischen Club Dinamo. Danach folgten weitere Stationen bei FC Dinamo Charkiw und FC Spartak Leningrad. Nach dem Zweiten Weltkrieg spielte er unter dem Namen Makar Erstligafußball in der Oberliga Süd für die Stuttgarter Kickers, den Karlsruher FC Phönix und die TSG Ulm 1846. Danach war er in England für Chelmsford City aktiv, ehe er in der darauffolgenden Saison nach Frankreich wechselte, die französische Staatsbürgerschaft annahm und dort mehrere Jahre für Olympique Nîmes und den FC de Grenoble Dauphiné spielte. Danach war der Mittelfeldspieler beim kanadischen Klub Trident Toronto aktiv, ehe er wieder nach Frankreich zurückkehrte und dort für USM Montargis, US Viesly und den FC Vauverdois spielte.
Von 1957 bis 1962 war Makarow auch Trainer von Viesly.